# Państwo Słoweńców, Chorwatów i Serbów
Państwo Słoweńców, Chorwatów i Serbów (słń. Država Slovencev, Hrvatov in Srbov; chrw. Država Slovenaca, Hrvata i Srba; serb. cyryl. Држава Словенаца, Хрвата и Срба, serb. łac. Država Slovenaca, Hrvata i Srba) – krótkotrwały organizm państwowy utworzony w południowych partiach Austro-Węgier tuż przed zakończeniem I wojny światowej na terenach zamieszkanych przez Chorwatów, Serbów i Słoweńców. Serbowie, do których odnosi się nazwa kraju, to mieszkańcy Bośni, Slawonii i Dalmacji, nie zaś mieszkańcy Serbii, Czarnogóry i Wojwodiny.
Państwo SHS zostało utworzone 29 października 1918. Rządem Państwa SHS była Rada Narodowa Słoweńców, Chorwatów i Serbów (Narodno vijeće), złożona z ówczesnych wpływowych polityków. Prezydentem Rady został Słoweniec dr Anton Korošec, a jego zastępcami byli: Serb Svetozar Pribićević i Chorwat Ante Pavelić (nie mylić z młodszym o 20 lat Ante Paveliciem – premierem kolaboracyjnego NDH).
Państwo SHS dążyło do zjednoczenia wszystkich ziem dawnych Austro-Węgier zamieszkanych przez Słowian. Jednak ludność serbska z Wojwodiny (Banat, Bačka i Baranja) zjednoczyła się pod Serbskim Rządem Narodowym w Nowym Sadzie i 25 listopada 1918 dołączyła do Królestwa Serbii. Dzień wcześniej, 24 listopada 1918 pierwsza część Państwa SHS – Srem odłączyła się od DSHS i połączyła się z Serbią. W związku z tymi wydarzeniami, a także z powodu zagrożenia ze strony Włoch, Państwo SHS 1 grudnia 1918 razem z Serbią utworzyło Królestwo Serbów, Chorwatów i Słoweńców (Królestwo SHS).

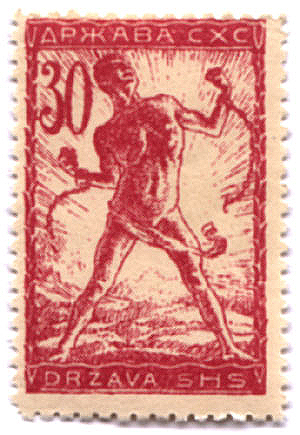
Znaczek pocztowy Państwa SHS
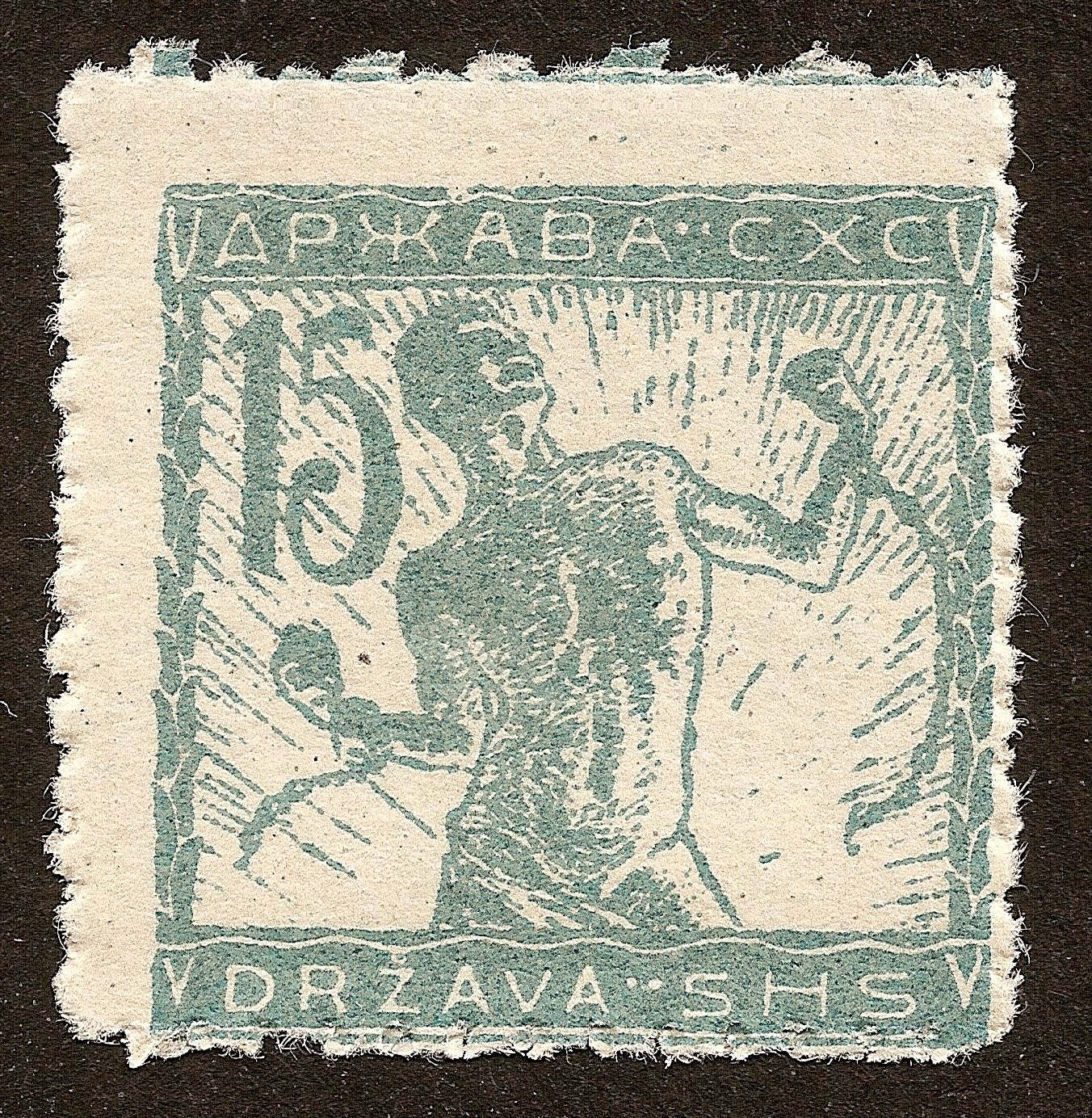
Znaczek pocztowy Państwa SHS